# Sydamerikansk skeand
Sydamerikansk skeand (Anas platalea) er en svømmeand, der lever i Sydamerikas sydlige del.